# Symphonie no 1 de Stanford
Pour les articles homonymes, voir Symphonie nº 1.
La symphonie no 1 en si bémol majeur est la première symphonie composée par Charles Villiers Stanford. Elle a été écrite en 1876 pour concourir à un prix offert les propriétaires de l'Alexandra Palace. Elle est arrivée en deuxième position sur 46 candidatures pour un prix de 5 livres. Elle est dédiée à Arthur Coleridge (en) qui avait été un ami de Stanford à Cambridge. Elle a d'abord été créée au Crystal Palace à Londres en 1879, mais n'a plus jamais été interprétée du vivant de Stanford.
Selon le biographe de Stanford, Jeremy Dibble, la symphonie no 1 a été influencée par la Symphonie rhénane de Robert Schumann. 

## Mouvements
La symphonie comporte quatre mouvements :
1. Larghetto – Allegro vivace
2. Scherzo: Ländler tempo  (Trio 1: Presto, Trio 2: Poco più lento)
3. Andante tranquillo
4. Finale: Allegro molto

Durée : environ 46 minutes

## Enregistrements
- Stanford Symphonies, Volume 4. Orchestre symphonique de Bournemouth dirigé par David Lloyd-Jones (combiné avec le Concerto pour clarinette en la mineur, Op. 80 de Stanford). Label: Naxos
- Stanford: Symphony No. 1 in B flat major. Orchestre d'Ulster dirigé par Vernon Handley (combiné avec la Rhapsodie irlandaise pour orchestra no 2 en fa mineur, Op. 84 de Stanford). Label: Chandos